# Aeroporto di Daşoguz
L'Aeroporto di Daşoguz (IATA: TAZ, ICAO: UTAT) è un aeroporto turcomanno situato nell'estrema parte settentrionale del Paese, 13 km a sud ovest di Daşoguz nella Provincia di Daşoguz e a poca distanza dal confine con l'Uzbekistan. La struttura è dotata di due piste parallele in cemento, la cui principale ha orientamento RWY 9L-27R ed è lunga 2700 m e larga 42 m; l'altitudine è di 85 m, la frequenza radio 124.700 MHz per la torre. L'aeroporto è operativo 24 ore al giorno ed è aperto al traffico commerciale internazionale.